# 1932 w literaturze
Wydarzenia literackie w 1932 roku.

## Wydarzenia
- zagraniczne
- 30 stycznia – ukazała się powieść autorstwa Aldousa Huxleya Nowy wspaniały świat.
  - w Egipcie powstała grupa literacka Apollo

## Nowe książki
- polskie
  - Tadeusz Dołęga-Mostowicz – Kariera Nikodema Dyzmy
  - Kazimierz Gołba – W cieniu wielkiej legendy
  - Leon Kruczkowski – Kordian i cham
  - Kornel Makuszyński – Panna z mokrą głową
  - Gustaw Morcinek – Wyrąbany chodnik
  - Zbigniew Uniłowski – Wspólny pokój
- zagraniczne
  - Hermann Broch – Lunatycy (Die Schlafwandler)
  - Louis-Ferdinand Céline – Podróż do kresu nocy (Voyage au bout de la nuit)
  - Agatha Christie
    - Samotny Dom (Peril at End House)
    - Trzynaście zagadek (The Thirteen Problems)

  - Aldous Huxley – Nowy wspaniały świat (Brave New World)
  - Vladimir Nabokov – Splendor (Подвиг)
- wydania polskie tytułów zagranicznych
  - Louisa May Alcott – Janka i Janek, przeł. Janina Buchholtz[1]

## Nowe poezje
- polskie
  - Władysław Broniewski – Troska i pieśń
  - Józef Łobodowski – W przeddzień
  - Marian Piechal – Garść popiołu
  - Julian Przyboś – W głąb las
  - Leopold Staff – Wysokie drzewa
- zagraniczne
  - Robinson Jeffers – Thurso's Landing and Other Poems
  - Archibald MacLeish – Conquistador
  - Edward Arlington Robinson – Nicodemus
  - Allen Tate – Wiersze 1928-1931 (Poems: 1928–1931)
  - Sara Teasdale – Wiejski dom (A Country House)
  - William Carlos Williams – The Cod Head

## Nowe prace naukowe
- zagraniczne
  - Henri Bergson – Dwa źródła moralności i religii (Les deux sources de la morale et de la religion)

## Urodzili się
- 5 stycznia – Umberto Eco, włoski pisarz (zm. 2016)
- 7 stycznia
  - Henryk Bardijewski, polski prozaik i satyryk (zm. 2020)
  - Max Gallo, francuski historyk, powieściopisarz i eseista (zm. 2017)
- 8 stycznia – Anna Markowa, polska pisarka, poetka, felietonistka (zm. 2008)
- 18 stycznia – Robert Anton Wilson, amerykański pisarz (zm. 2007)
- 19 stycznia – François Maspero(inne języki), francuski pisarz i publicysta (zm. 2015)
- 20 stycznia
  - Finn Alnæs, norweski pisarz i dziennikarz (zm. 1991)
  - Heberto Padilla, kubański poeta i pisarz (zm. 2000)
- 22 stycznia – Francisco Brines, hiszpański poeta (zm. 2021)
- 24 stycznia – Bogdan Bartnikowski, polski prozaik i reportażysta
- 27 stycznia – Rimma Kazakowa, rosyjska poetka (zm. 2008)
- 28 stycznia – Zbigniew Kiwka, polski prozaik i poeta (zm. 2014)
- 2 lutego – Zbigniew Adrjański, polski literat i dziennikarz (zm. 2017)
- 4 lutego – Robert Coover, amerykański pisarz (zm. 2024)
- 5 lutego
  - Shankha Ghosh, indyjski poeta i krytyk (zm. 2021)
  - Apolonia Skakowska, polska poetka
- 10 lutego – Bogdan Czaykowski, polski poeta, krytyk literacki, tłumacz (zm. 2007)
- 14 lutego – Alexander Kluge, niemiecki pisarz i reżyser
- 16 lutego
  - Aharon Appelfeld, izraelski prozaik i poeta (zm. 2018)
  - Lucyna Szubel, polska poetka, autorka prozy poetyckiej (zm. 2020)
- 18 lutego – Wiesław Paweł Szymański, polski krytyk literacki, historyk literatury i prozaik (zm. 2017)
- 22 lutego – Anka Kowalska, polska poetka i prozaiczka (zm. 2008)
- 1 marca – Józef Fryźlewicz, polski prozaik, poeta i aktor (zm. 2018)
- 2 marca – Aldona Gustas, niemiecka pisarka i poetka
- 4 marca – Ryszard Kapuściński, polski pisarz i dziennikarz (zm. 2007)
- 7 marca – Naum Prifti, albański pisarz i dramaturg (zm. 2023)
- 9 marca – Heere Heeresma, holenderski pisarz i poeta (zm. 2011)
- 10 marca – Marilyn Yalom, amerykańska pisarka, historyczka i feministka (zm. 2019)
- 11 marca – Ján Ondruš, słowacki poeta (zm. 2000)
- 14 marca
  - Miroslav Antić, serbski pisarz (zm. 1986)
  - Metodija Fotew(inne języki), macedoński pisarz (zm. 2019)
- 18 marca – John Updike, amerykański pisarz i poeta (zm. 2009)
- 21 marca – Andrzej Bursa, polski poeta i prozaik (zm. 1957)
- 25 marca – Wiesław Myśliwski, polski prozaik i dramatopisarz
- 26 marca – Anna Gorazd-Zawiślak, polska prozaiczka i publicystka (zm. 2015)
- 28 marca – Sven Lindqvist, szwedzki historyk literatury, eseista, reportażysta (zm. 2019)
- 31 marca – John Jakes, amerykański pisarz (zm. 2023)
- 2 kwietnia – Joanna Chmielewska, polska pisarka (zm. 2013)
- 5 kwietnia – Bora Ćosić, serbski pisarz, eseista i publicysta
- 6 kwietnia – Carlos Rasch, niemiecki pisarz s-f (zm. 2021)
- 9 kwietnia – Paul Krassner(inne języki), amerykański pisarz (zm. 2019)
- 17 kwietnia – Rolf Schneider, niemiecki i dramatopisarz i prozaik
- 22 kwietnia – Aino Pervik, estońska pisarka dla dzieci i tłumaczka
- 26 kwietnia – Birgitta Stenberg, szwedzka autorka, ilustratorka i tłumaczka (zm. 2014)
- 29 kwietnia – Janusz Krzymiński, polski poeta
- 30 kwietnia – Umar Kayam, indonezyjski socjolog i pisarz (zm. 2002)
- 2 maja – Bogdan Loebl, polski poeta, prozaik, publicysta
- 9 maja – Andrzej Bianusz, polski poeta i prozaik (zm. 2018)
- 11 maja – Francisco Umbral, hiszpański powieściopisarz i publicysta (zm. 2007)
- 19 maja – Elena Poniatowska, meksykańska pisarka i dziennikarka
- 20 maja – Andrzej Drawicz, polski eseista, krytyk literacki, tłumacz literatury rosyjskiej (zm. 1997)
- 21 maja – Patrick Cullinan, południowoafrykański pisarz i poeta (zm. 2011)
- 24 maja – Arnold Wesker, brytyjski dramatopisarz (zm. 2016)
- 18 czerwca – Geoffrey Hill(inne języki), angielski poeta i eseista (zm. 2016)
- 4 czerwca – Maurice Shadbolt, nowozelandzki pisarz (zm. 2004)
- 5 czerwca – Christy Brown, irlandzki malarz, pisarz i poeta (zm. 1981)
- 8 czerwca – Krystyna Miłobędzka, polska poetka
- 19 czerwca – Andrzej Baszkowski, polski poeta, tłumacz literatury rosyjskiej (zm. 2011)
- 20 czerwca – Robiert Rożdiestwienski, rosyjski poeta (zm. 1994)
- 30 czerwca – Mongo Beti, kameruński pisarz (zm. 2001)
- 6 lipca – Teresa Michałowska, polska historyk literatury
- 10 lipca – Adam Fergusson, brytyjski pisarz i dziennikarz
- 17 lipca – Quino, argentyński autor komiksów (zm. 2020)
- 18 lipca
  - Jewgienij Jewtuszenko, rosyjski poeta (zm. 2017)
  - Ákos Kertész, węgierski pisarz, dramaturg i scenarzysta (zm. 2022)
- 22 lipca – Tom Robbins, amerykański pisarz
- 23 lipca – Czesław Budzyński, polski poeta i powieściopisarz (zm. 2010)
- 28 lipca – Natalie Babbitt, amerykańska pisarka i ilustratorka (zm. 2016)
- 10 sierpnia
  - Rui Knopfli, mozambicki poeta (zm. 1997)
  - Vladimír Páral, czeski pisarz
- 11 sierpnia – Fernando Arrabal, hiszpański pisarz, dramaturg, poeta
- 15 sierpnia – Józef Zięba, polski poeta i prozaik (zm. 2022)
- 17 sierpnia
  - V.S. Naipaul, brytyjski pisarz, noblista (zm. 2018)
  - Jean-Jacques Sempé, francuski rysownik, ilustrator (zm. 2022)
- 20 sierpnia – Wasilij Aksionow, rosyjsko-amerykański pisarz (zm. 2009)
- 21 sierpnia – Tadeusz Kłak, polski literaturoznawca, eseista
- 30 sierpnia – Sigrun Krokvik, norweska pisarka (zm. 2007)
- 7 września – Malcolm Bradbury, angielski powieściopisarz, krytyk literacki i teoretyk literatury (zm. 2000)
- 9 września – Vytautas Bubnys, litewski pisarz, dramaturg, eseista (zm. 2021)
- 11 września
  - Jerzy Afanasjew, polski pisarz, poeta i reżyser (zm. 1991)
  - Irena Landau, polska pisarka dla dzieci
- 15 września – Ann Bannon, amerykańska pisarka
- 16 września – Anna Martuszewska, polska literaturoznawczyni
- 17 września – Robert B. Parker, amerykański pisarz powieści kryminalnych (zm. 2010)
- 18 września – Zdzisław Romanowski, polski prozaik
- 21 września – Shirley Conran, angielska pisarka
- 26 września
  - Karl Heinz Bohrer, niemiecki literaturoznawca, krytyk literacki, myśliciel i publicysta (zm. 2021)
  - Władimir Wojnowicz, rosyjski prozaik, poeta i malarz (zm. 2018)
- 30 września – Shintarō Ishihara, japoński pisarz i polityk (zm. 2022)
- 7 października – Predrag Matvejević, chorwacki pisarz, eseista, krytyk literacki (zm. 2017)
- 10 października – Dimityr Inkjow, bułgarski pisarz (zm. 2006)
- 16 października – Guðbergur Bergsson, islandzki pisarz (zm. 2023)
- 17 października – C.K. Stead, nowozelandzki pisarz, poeta, eseista, krytyk literacki
- 20 października – Michael McClure, amerykański poeta, powieściopisarz i dramaturg (zm. 2020)
- 23 października – Wasilij Biełow, radziecki i rosyjski pisarz (zm. 2012)
- 27 października – Sylvia Plath, amerykańska poetka, pisarka i eseistka (zm. 1963)
- 31 października – Katherine Paterson, amerykańska pisarka dla dzieci i młodzieży
- 7 listopada – Vladimir Volkoff, francuski pisarz (zm. 2005)
- 8 listopada – Ben Bova, amerykański pisarz science fiction (zm. 2020)
- 21 listopada – Beryl Bainbridge, angielska powieściopisarka (zm. 2010)
- 24 listopada – Anna Jókai, węgierska pisarka (zm. 2017)
- 27 listopada – Stanisław Kuniajew, rosyjski poeta, publicysta i redaktor
- 5 grudnia – Fazu Alijewa, dagestańska pisarka narodowości awarskiej (zm. 2016)
- 6 grudnia – Julian Staniewski, polski poeta i prozaik (zm. 2020)
- 12 grudnia – Egon Richter, niemiecki pisarz (zm. 2016)
- 17 grudnia – Konrad Bayer, austriacki pisarz i poeta (zm. 1964)
- 28 grudnia – Manuel Puig, argentyński pisarz i dramaturg (zm. 1990)
- 30 grudnia – Paolo Villaggio, włoski aktor i pisarz (zm. 2017)
- Robert Jarocki, polski pisarz (zm. 2015)
- Juan Octavio Prenz(inne języki), argentyński pisarz i poeta (zm. 2019)

## Zmarli
- 4 stycznia – Cəlil Məmmədquluzadə, azerski pisarz i publicysta (ur. 1866)
- 21 stycznia – Lytton Strachey, angielski pisarz i krytyk literacki (ur. 1880)
- 10 lutego – Edgar Wallace, angielski prozaik i poeta (ur. 1875)
- 27 kwietnia – Hart Crane, amerykański poeta (ur. 1899)
- 3 maja – Charles Fort, amerykański pisarz i badacz zjawisk paranormalnych (ur. 1874)
- 22 maja – Isabella Augusta Gregory, irlandzka dramatopisarka (ur. 1852)
- 2 czerwca – Elise Rosalie Aun, estońska poetka, pisarka i tłumaczka (ur. 1863)
- 16 czerwca – Frederik van Eeden, holenderski psychiatra, pisarz i tłumacz (ur. 1860)
- 28 czerwca – Sibylle Gabrielle Riquetti de Mirabeau, francuska powieściopisarka (ur. 1849)
- 6 lipca – Kenneth Grahame, brytyjski pisarz (ur. 1859)
- 8 lipca – Aleksandr Grin, rosyjski pisarz (ur. 1880)
- 20 lipca – René Bazin, francuski pisarz (ur. 1853)
- 22 lipca – John Meade Falkner, angielski pisarz i poeta (ur. 1858)
- 11 sierpnia – Maksimilian Wołoszyn, rosyjski poeta, krytyk, tłumacz (ur. 1878)
- 20 sierpnia – Paul Keller, niemiecki pisarz (ur. 1873)
- 29 sierpnia – Raymond Knister, kanadyjski poeta i prozaik (ur. 1899)
- 31 sierpnia – Mojsze Lejb Halpern, żydowski poeta (ur. 1886)
- 5 października – Christopher Brennan, australijski poeta, teoretyk literatury (ur. 1870)
- 23 października – Ahmad Szauki, egipski poeta i dramaturg (ur. 1868)
- 4 grudnia – Gustav Meyrink, austriacki pisarz i okultysta, autor powieści Golem (ur. 1868)
- Ibrahim Muhammad Hafiz, egipski poeta, prozaik i tłumacz (ur. 1870)

## Nagrody
- Nagroda Nobla – John Galsworthy